# Gebäude der ehemaligen Wasserwirtschaftsdirektion Obere Elbe-Neiße

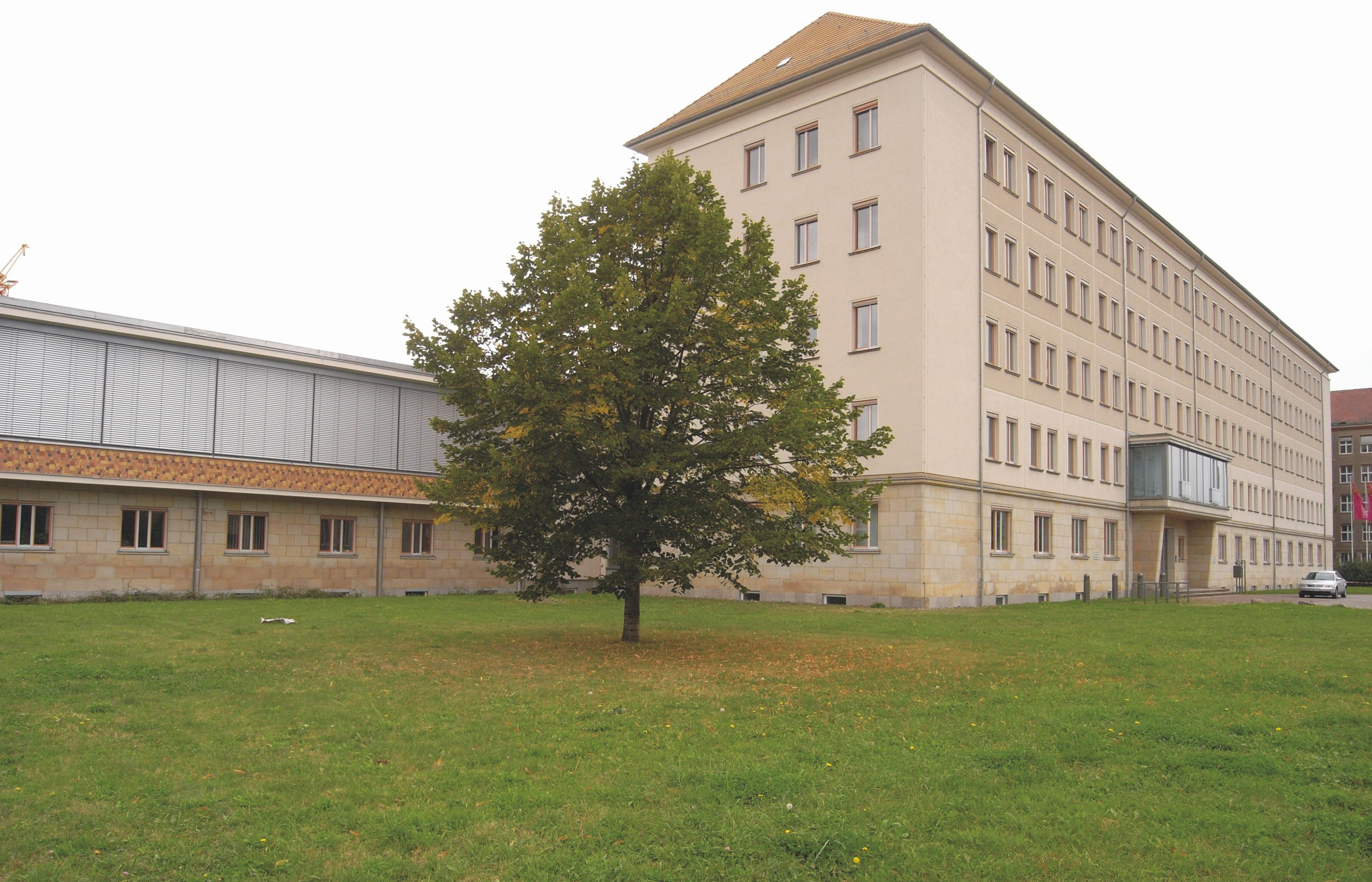
Gebäude der ehemaligen Wasserwirtschaftsdirektion Obere Elbe-Neiße

Das Gebäude der ehemaligen Wasserwirtschaftsdirektion Obere Elbe-Neiße befindet sich an der Ostra-Allee 23 in Dresden. Heute befindet sich hier der Staatsbetrieb Sächsisches Immobilien- und Baumanagement mit seiner Dresdner Niederlassung II und eine Ausbildungsstätte der Dresdner Parkeisenbahn.

## Geschichte
Die Geschichte der Wasserwirtschaft in der DDR ist von einer über die Jahre zunehmenden Konzentration gekennzeichnet. Am 1. Juli 1958 wurde das zentrale Amt für Wasserwirtschaft in Berlin gebildet, dem zunächst sieben Wasserwirtschaftsdirektionen (WWD) unterstanden, die für die Bewirtschaftung der oberirdischen Fließgewässer zuständig waren und nach den Kriterien der Einzugsbereiche der Flüsse gebildet wurden. Eine dieser war die WWD IV (Obere Elbe – Mulde), für die dieses Gebäude errichtet wurde, und die ihrerseits den „VEB (Z) Wasserwirtschaft Obere Elbe - Mulde“ ablöste.
1972 wurde das Ministerium für Umwelt und Wasserwirtschaft gebildet, im Zuge dessen wurden die Wasserwirtschaftsdirektionen weiter zentralisiert und aus sieben fünf gebildet: Die Wasserwirtschaftsdirektion Obere Elbe – Mulde wurde als „Wasserwirtschaftsdirektion Obere Elbe - Neiße“ 1975 die WWD V und war auch zentral für die Koordination mit der damaligen Tschechoslowakei zuständig (die Koordination mit Polen oblag der WWD II Oder/Havel). Die WWD V wurde zum 30. September 1991 aufgelöst.

## Beschreibung des Gebäudes
Das gesamte Gebiet der westlichen Ostra-Allee wurde während der Großflächenenttrümmerung Anfang und Mitte der 1950er Jahre großflächig beräumt. Anstatt der vor der Zerstörung dort typischen Straßenrandbebauung wurde auf einer weitläufigen Brachfläche ein neuer Topos entwickelt:

„… das Ensemble der VEB Wasserwirtschaft [hatte] … das Konzept der kompakten europäischen traditionellen Stadt aufgegeben - zugunsten eines weit zurückgesetzten differenzierten Baukörpers mit einem flachen Speisesaal in moderner Form.“

Das Ensemble der zweiflügeligen Anlage wurde von 1958 bis 1960 nach Plänen der Architekten Peter Kluge und Karl-Heinz Brade errichtet. Die zwei Flügel unterscheiden sich in ihrer Bauweise deutlich voneinander:
Das Hauptgebäude an der nordöstlichen Seite der Anlage ist ein fünfgeschossiger Baukörper mit Walmdach. Das Erdgeschoss ist mit Plattenmauerwerk aus Cottaer Sandstein verkleidet, die darüber liegenden vier Etagen wurden dagegen mit einer Sandstein-Putzfassade im Stil des Sozialistischen Klassizismus ausgeführt. Die Konstruktion erfolgte in „Mischbauweise“, Fertigbauteile wurden zur Errichtung der oberen Geschosse verwendet. Der Sockelbereich wurde mit einer Verblendung aus Lausitzer Granit zum Schutz des Bauwerks vor Nässeschäden ausgestattet.
Der zum Hauptgebäude gehörige zweigeschossige Nebenflügel lehnt sich in seiner Gestaltung eher an einen damals modernen, funktionalen Baustil an. Der Grundriss des Obergeschosses ist deutlich größer als der des Erdgeschosses, so dass dieses an drei Seiten über das Erdgeschoss hinauskragt. Nur die nördliche Gebäudeseite schließt bündig an den Verbindungsbau zum gegenüberliegenden Flügel an. Während das Erdgeschoss gleichmäßig durch Fenster gegliedert wird, hat das Obergeschoss eine durchgehende Glasfassade, die von Stahlfensterrahmen gegliedert wird. Den oberen Abschluss bildet ein nach Westen leicht geneigtes Flachdach.
Der straßenseitige Gebäudeteil wurde in den 1990er Jahren saniert, der hintere Gebäudeteil ist nicht saniert und verwahrlost derzeit.
Eine Freiplastik Mensch und Wasser von Karl Lüdecke wurde vor dem Eingang aufgestellt.

## Nutzung
Ab Ende 1990 wurde das Gebäude durch das Sächsische Staatsministerium für Umwelt und Landesentwicklung genutzt, das später in den Ministeriumsneubau im Regierungsviertel an der Wilhelm-Buck-Straße zog. Auch der Staatsbetrieb Schlösser, Burgen und Gärten nutzte dieses Gebäude, bis es an die Stauffenbergallee umzog. Der Staatsbetrieb Sächsisches Immobilien- und Baumanagement hat hier seine Dresdner Niederlassung II. In einem Teil des ehemaligen Speisesaales hat die Dresdner Parkeisenbahn ihre Ausbildungsstätte, die vor allem in den Wintermonaten genutzt wird.